# محمد إلياس
محمد إلياس (بالإندونيسية: Muhammad Ilyas)‏ هو دبلوماسي إندونيسي، ولد في 23 نوفمبر 1911 في Kraksaan ‏ في إندونيسيا، وتوفي في 5 ديسمبر 1970 في جاكرتا في إندونيسيا.